# Graphania lignifusca
Graphania lignifusca là một loài bướm đêm trong họ Noctuidae.